# Salon des Ambassadeurs (palais de l'Élysée)

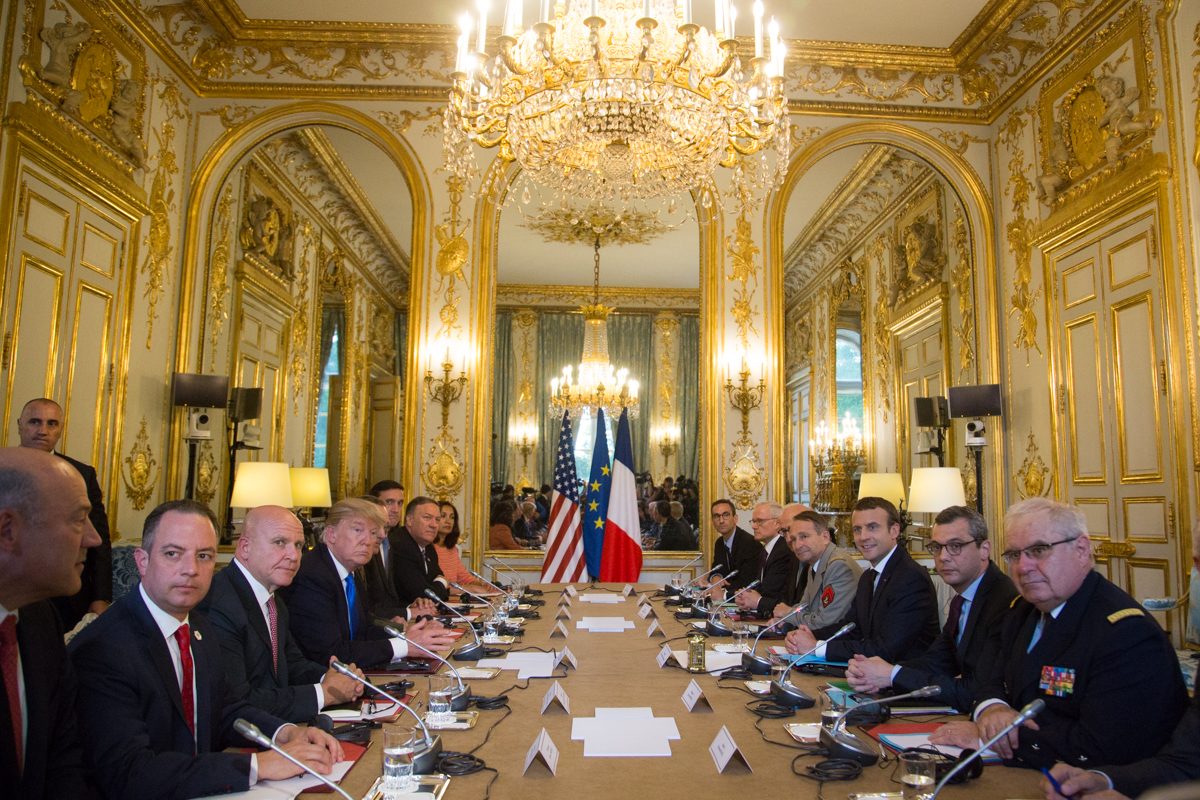
Emmanuel Macron, Donald Trump et leurs collaborateurs dans le salon, en 2017.

Le salon des Ambassadeurs est un salon du palais de l’Élysée, résidence du président de la République.

## Description
Le salon des Ambassadeurs est situé au milieu du palais, dans le prolongement du vestibule d'honneur, et donne sur le jardin. Il jouxte le salon des Aides de camp et le salon Pompadour. Le décor du salon des Ambassadeurs, d'inspiration militaire, est celui d'origine, tel que réalisé pour le comte d'Évreux par Michel Lange d'après Jules Hardouin-Mansart. Les miroirs et les dessus-de-porte furent rajoutés en 1773 par Étienne-Louis Boullée pour Nicolas Beaujon. Le mobilier de la pièce comprend plusieurs pièces remarquables : une statuette équestre en bronze de l'empereur romain Marc Aurèle d'après celle du Capitole à Rome ainsi qu'une pendule en bronze ciselé et doré reprenant le thème mythologique de la chute de Phaéton. Cette réplique d'une compostion de Pierre-Philippe Thomire, due à Pierre-Étienne Romain, a la particularité d'indiquer les mois, les lunaisons et la position des signes du Zodiaque à partir de son cadran 24 heures, peint par Alexandre Dubuisson et représentant un ciel étoilé.
Quant à lui, le mobilier est essentiellement constitué de sièges garnis de lampas bleu et crème avec pour motif les quatre parties du monde, renvoyant à la fonction diplomatique de la pièce. Ils sont estampillés Georges Jacob, à l'exception de deux marquises réalisées par Jean-Baptiste Boulard. Le tapis, lui aussi tissé par la Manufacture de la Savonnerie à partir de 1994, a été installé sous la présidence de Nicolas Sarkozy.

## Histoire

### Du Premier Empire au Second Empire
Sous le Premier Empire, le salon des Ambassadeurs sert de grand salon de réception. Cet usage perdure, sous Joachim Murat puis sous Napoléon III. Il a pu servir de cadre à certaines réceptions officielles. Il a également été le théâtre de plusieurs cérémonies d'investiture du président de la République.

### Sous la Troisième République
Le président Patrice de Mac Mahon introduit la tradition pour le chef de l'État d'y recevoir les lettres de créance des ambassadeurs étrangers nommés en France, donnant son nom contemporain au salon. La tradition du président de la République recevant en jaquette les ambassadeurs dans ce salon s'est perpétuée jusqu'à Georges Pompidou. 

### Sous la Quatrième République
Le salon des Ambassadeurs a accueilli certaines réunions du Conseil des ministres sous la IVe République.

### Sous la Cinquième République
Sous la présidence de Charles de Gaulle, le dernier entretien télévisé du président est accordé à Michel Droit dans ce salon, le 10 avril 1969.
Sous la présidence de Nicolas Sarkozy, le salon des Ambassadeurs est utilisé pour recevoir des chefs d'État étrangers ou des invités illustres, tels que Nelson Mandela le 4 septembre 2007, ou Benoît XVI l'année suivante. Durant l'été 2011, des travaux très importants sont entrepris dans le salon des Ambassadeurs. À la suite de cette restauration, le mobilier y reste inchangé, à l'exception des rideaux bleus. Ceux-là, posés sous la présidence de Jacques Chirac, avaient remplacé des rideaux crèmes installés lors du séjour de François Mitterrand.
À partir de 2014 et la formation du premier gouvernement de Manuel Valls, le Conseil des ministres se tient dans cette pièce, au détriment du salon Murat. La grande table du Conseil y est installée les mercredis, en plus d'une table plus petite utilisée par le secrétaire général de la présidence et le secrétariat général du gouvernement. Lors des attentats du 13 novembre 2015, la pièce est choisie comme salle de réunion de crise. François Hollande a renoué avec la tradition visant à recevoir les ambassadeurs dans le salon des Ambassadeurs, individuellement.